# Bendt Lindhardt
Bendt Lindhardt (Holckenhavn, 30 agosto 1804 – Aggersvold, 1º febbraio 1894) è stato un politico danese membro del Folketing dal 1853 al 1854.
Lindhardt era il figlio del mercante Lindhardt Holgersen. Studente di teologia a Nyborg a partire dal 1822, svolse l'attività di istitutore privato a Faxe e a Margretelund tra il 1823 e il 1825. Nel 1831 superò l'esame di stato in teologia nel 1831 e l'anno successivo divenne cappellano nella parrocchia di Ørbæk. Divenne catechista a Ribe nel 1836, parroco a Farup nel 1841 e a Jyderup e Holmstrup tra il 1862 e il 1889.
In occasione delle elezioni del 27 maggio 1853 fu eletto al Folketing in rappresentanza del collegio elettorale di Ribe, rimanendo in carica sino alle elezioni del 1º dicembre 1854, in occasione delle quali non si ricandidò.
Lindhardt fu nominato Cavaliere dell'Ordine del Dannebrog nel 1882.